# Abronia monticola
Abronia monticola (коста-риканська абронія) — вид веретільницеподібних ящірок родини веретільницевих (Anguidae). Мешкає в Коста-Риці і Панамі.

## Поширення і екологія
Коста-риканські абронії мешкають в горах Кордильєра-Сентраль і Кордильєра-де-Таламанка в Коста-Риці та на крайньому заході Панами. Вони живуть у вологих гірських тропічних лісах та на субальпійських луках парамо, трапляються на луках та в чагарникових заростях. Зустрічаються на висоті від 1800 до 3800 м над рівнем моря. Ведуть деревний спосіб життя.

## Збереження
МСОП класифікує цей вид як такий, що перебуває під загрозою зникнення. Abronia aurita загрожує знищення природного середовища.